# Paoli (Pensilvania)
Paoli es un lugar designado por el censo ubicado en el condado de Chester en el estado estadounidense de Pensilvania. En el año 2010 tenía una población de 5575 habitantes y una densidad poblacional de 1046,4 personas por km².

## Geografía
Según la Oficina del Censo de los Estados Unidos, el CDP tiene una superficie total de 5,2 km² (2,0 millas cuadradas), todo lo cual es tierra. Paoli limita con otras ciudades, como Berwyn y Malvern. Estas tres ciudades pertenecen a los distritos escolares de Tredyffrin / Easttown o Great Valley.

## Demografía

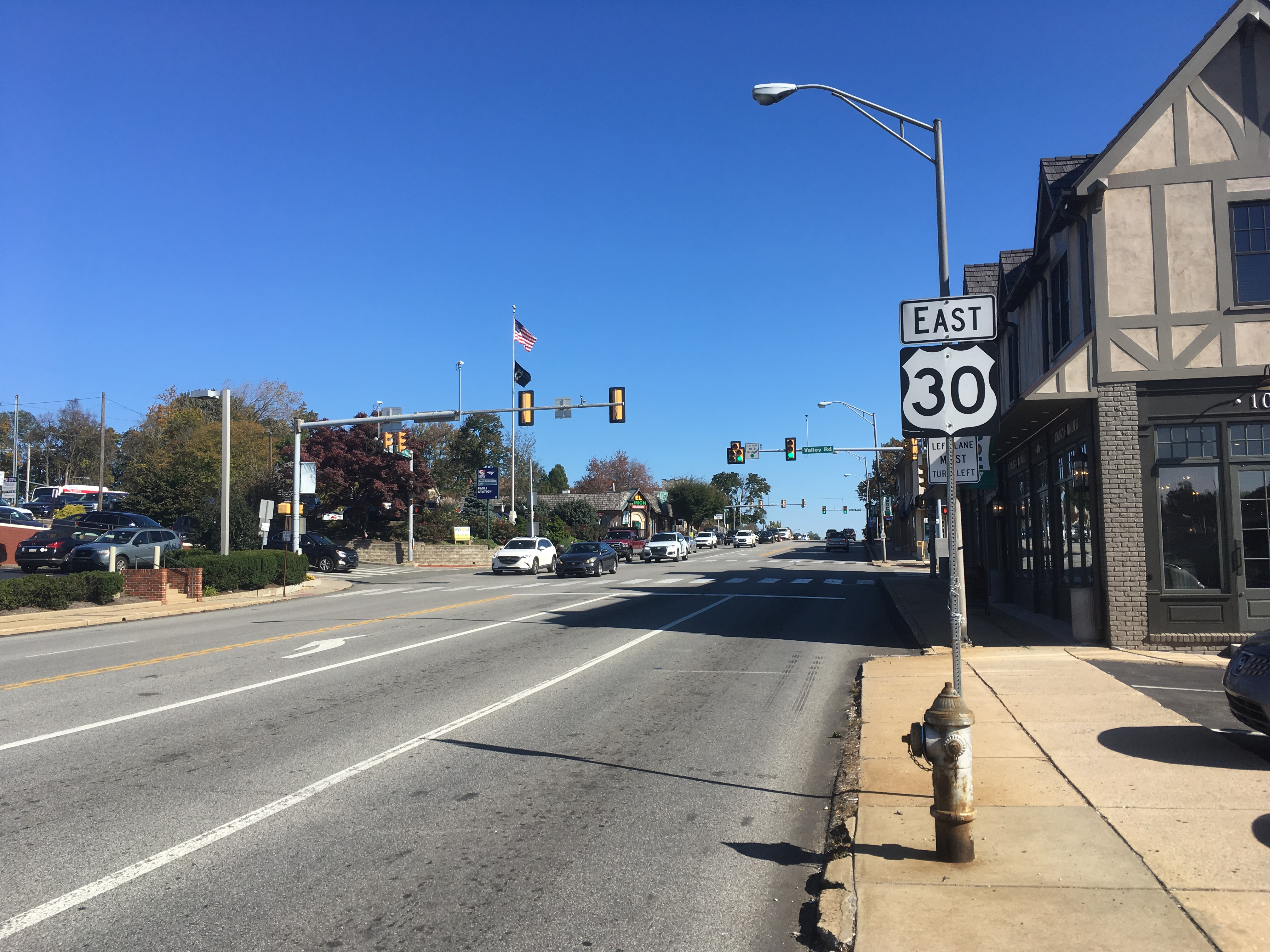
La US 30 atraviesa Paoli siguiendo Lancaster Avenue.

En la encuesta de 2019, había 5651 personas, 2552 unidades de vivienda y 1,437 familias que residían en el CDP. La densidad de población era de 2710,2 por milla cuadrada (1047,3 hab/km²). Había 2468 unidades de vivienda en una densidad media de 476,5/km². La composición racial del CDP fue 90,93% blanca, 5,36% negra, 0,09% nativa americana, 2,64% asiática, 0,02% isleña del Pacífico, 0,39% de otras razas y 0,57% de dos o más razas. El 0,85% de la población eran hispánicos o Latino de cualquier raza.
Había 2361 hogares, de los cuales el 24,5% tenían hijos menores de 18 años que vivían con ellos, el 51,0% eran parejas casadas que vivían juntas, el 7,7% tenía una mujer como cabeza de familia sin marido presente y el 39,1% no era familia. El 32,9% de todas las familias se componían de personas y en el 15,2% había alguien que vivía sola que fuera de 65 años de edad o más. El tamaño medio del hogar era de 2,24 y el tamaño medio de la familia era de 2,89.
El 20,2% de la población son menores de 18 años, 4.7% de 18 a 24, 31.5% de 25 a 44, 25.0% de 45 a 64, y 18.7% tenían 65 años de edad o más. La mediana de edad fue de 41 años. Por cada 100 mujeres, hay 89,8 hombres. Por cada 100 mujeres mayores de 18 años, había 83,2 hombres.
El ingreso familiar promedio fue $ 73 050 y el ingreso familiar promedio fue $ 69 519. Los hombres tenían unos ingresos medios de 46 536 dólares y las mujeres 34 702 dólares. El ingreso per cápita fue de $ 30 570. El 4,7% de la población y el 3,6% de las familias se encontraban por debajo del umbral de pobreza. El 8,0% de los menores de 18 años y el 4,6% de los de 65 años o más vivían por debajo del umbral de pobreza.

## Transporte

### Carreteras
Paoli es servido por la Ruta 202 de EE. UU. autopista, Ruta 30 de EE. UU. y Ruta 252 de Pensilvania que la conecta con Rey de Prusia, Pensilvania  y Filadelfia. Históricamente, Paoli estaba en Filadelfia and Lancaster Turnpike, que luego fue absorbida por Lincoln Highway, y se convirtió en US 30 aún más tarde. Muchos lugareños todavía llaman a la ruta "Lancaster Pike".

## Sedes corporativas
- AMETEK, productor de instrumentos electrónicos
- DuckDuckGo, motor de búsqueda de Internet